# Besprechung

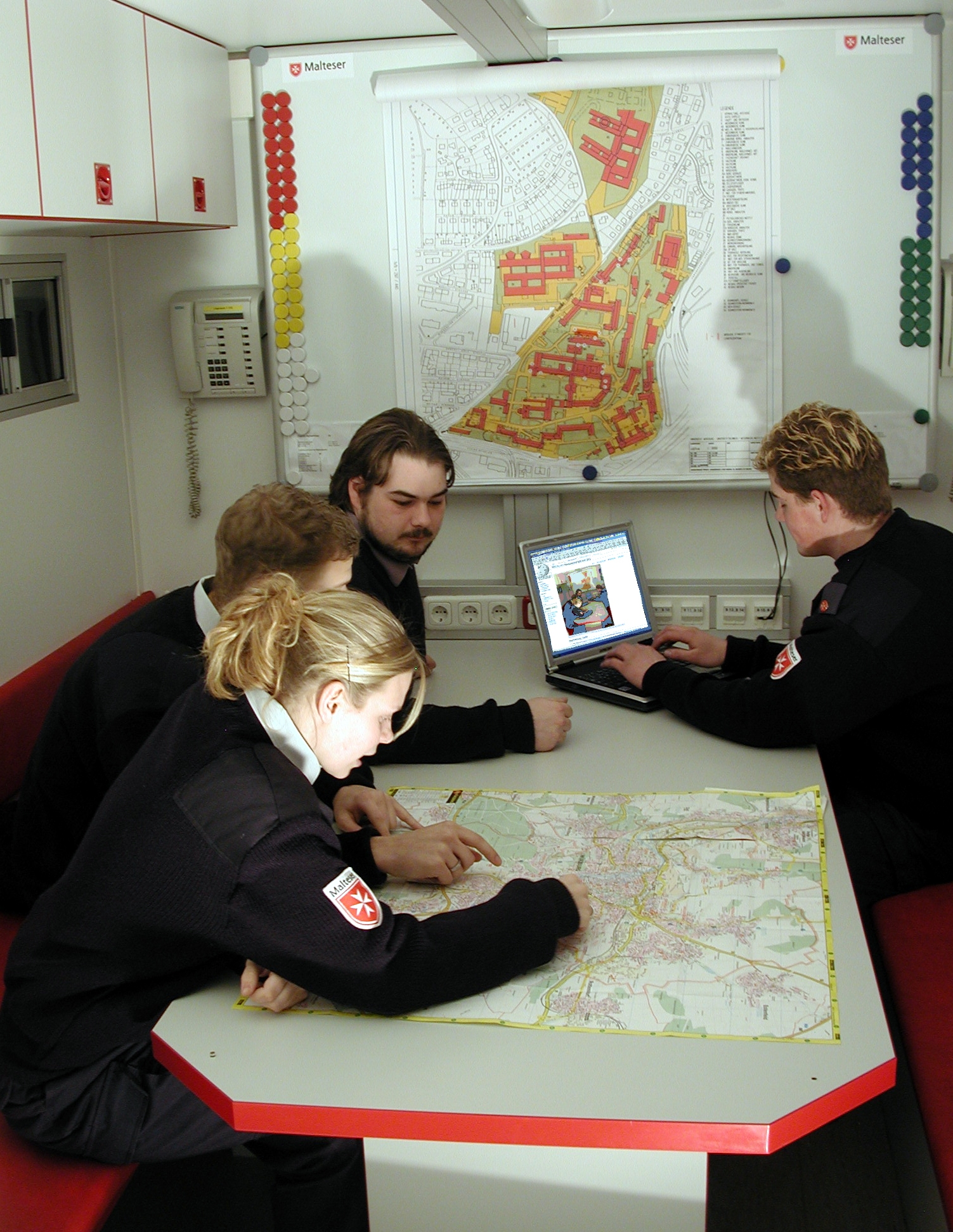
Einsatzbesprechung

Die Besprechung (auch, vor allem in der Schweiz, Sitzung; englisch Meeting) ist eine Gesprächsform in Organisationen, bei der Teilnehmer aus einem bestimmten Arbeitsgebiet durch persönlichen Kontakt gegenseitig Sachverhalte, Probleme, Meinungen und Planungen vorbringen können.

## Allgemeines
Als Organisationen mit Besprechungsgelegenheit kommen Unternehmen, die öffentliche Verwaltung und sonstige Personenvereinigungen in Frage. Die Besprechung ist eine Form der internen Kommunikation durch gegenseitigen Gesprächsaustausch im Rahmen eines Dialogs. Eine Einführungsrede kann dessen ungeachtet in Monologform stattfinden, doch sollte den Besprechungsteilnehmern danach noch ausreichend Gelegenheit zu eigenen Wortbeiträgen gegeben werden. Besprechungen erfordern Gruppenarbeit und ein bestimmtes Sozialverhalten im Rahmen der stattfindenden kommunikativen Interaktion der Teilnehmer. Auch Besprechungen unterliegen der Gruppendynamik. Als Synonyme gelten dem Duden zufolge für „Besprechung“ in diesem Sinne Beratung, Konferenz, Konsultation, Sitzung, Verhandlung, Meeting.
Besprechungen beziehen sich zumeist auf die Arbeitswelt. Abzugrenzen ist die Besprechung hier von der Telefonkonferenz, die eine Arbeitsbesprechung mittels Telefon darstellt, der Videokonferenz mit Bild- und Tonübertragung und vom Mitarbeitergespräch „unter vier Augen“ mit persönlichem Inhalt. Die Sitzung (in Deutschland) ist eine „Aussprache, die zu gemeinsamen Schlüssen führen soll“. Verhandlungen wiederum dienen der Beilegung von Konflikten durch Versuche zum Interessenausgleich. Besprechungen in einem größeren Rahmen – mit einem Zugang auch für nicht organisationsangehörige Teilnehmer – werden als Tagung, Kongress oder als Symposium bezeichnet.

## Arten

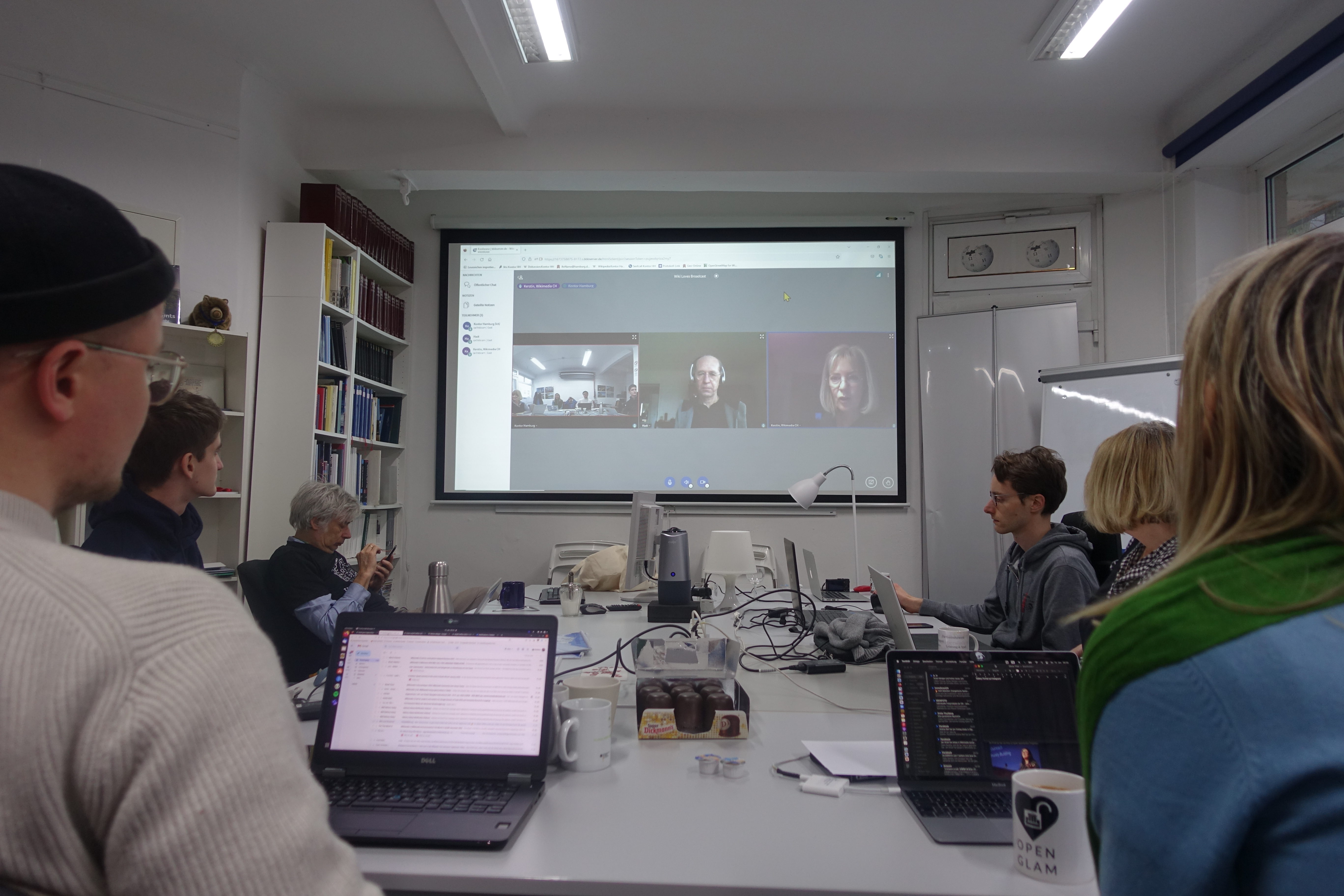
Seit der COVID-19-Pandemie gibt es verhäuft hybride Besprechungen. Das heißt, dass man sich sowohl vor Ort trifft als auch Personen digital dazuschaltet.

Der Pädagoge Josef W. Seifert unterscheidet zwischen Informationsaustausch-, Entscheidungsvorbereitungs- und Problemlösungsbesprechung. Bei ersteren geht es ausschließlich um den gegenseitigen Austausch von Informationen, um Informationsdefizite zu nivellieren und einen homogenen Informationsstand zu gewährleisten. Besprechungen können auch der Entscheidungsvorbereitung dienen, indem sie Sachverhalte und Informationen zusammentragen und zu einem entscheidungsreifen Ergebnis verdichten. Bestehende Probleme (persönliche oder fachliche) können durch die letztere Art thematisiert und einer Lösung zugeführt werden.
Eine Arbeitsbesprechung kann regelmäßig (beispielsweise wöchentlich oder monatlich (Monatsgespräch)) stattfinden (französisch Jour fixe) und ist für alle Mitarbeiter eines bestimmten Bereiches verpflichtend. Da die Besprechungstermine kalendermäßig lange im Voraus geplant sind, erfolgt keine besondere Einladung. Sie dient zur Besprechung dienstlicher Belange. Eine Arbeitsbesprechung bietet eine gute Gelegenheit, gegenseitig Kenntnisse, Erfahrungen und Meinungen auszutauschen, sie dient der gemeinsamen Erörterung und Beratung von Problemen, möglicherweise auch der Entscheidungsvorbereitung und kann die Kohäsion der Teilnehmer verbessern.

## Organisation
Der Besprechungsleiter (meist ein Dienstvorgesetzter oder Fachvorgesetzter) bereitet sich auf die Besprechung inhaltlich (Thema), methodisch (Visualisierung, Arbeitsmittel), organisatorisch (Termin- und Raumplanung) und persönlich (Teilnehmerkreis) vor, spricht rechtzeitig vor dem Besprechungstermin die Einladungen zu einem bestimmten Besprechungsort (englisch meeting point) aus und gibt die Tagesordnung vor. Hieraus ergeben sich mehr oder weniger detailliert der Besprechungsinhalt, die Dauer und das Besprechungsziel. Der Gesprächsleiter oder ein Protokollführer verfassen während der Besprechung ein Protokoll, in dem die Besprechungsergebnisse festgehalten sind. Nach einer faktisch geltenden Interaktionsregel sollen Besprechungen spätestens 10 Minuten nach Eröffnung beginnen. Danach können die Teilnehmer eigene Beiträge unter Moderation des Besprechungsleiters einbringen, gegebenenfalls sind Abstimmungen mit vorheriger Feststellung der Beschlussfähigkeit möglich. Der Besprechungsleiter beendet nach einem Fazit die Besprechung.
Je mehr Teilnehmer vorhanden sind, umso größer ist die Gefahr der mangelnden Effizienz der Gespräche. Zwecks Einhaltung der Effizienz sind Moderation und straffe Tagesordnung erforderlich. Nach der „Zwei-Pizza-Regel“ des Jeff Bezos von Amazon beträgt das Maximum acht Personen.

## Bedeutung und Ziele
Einer Studie zufolge verbringen Manager 40 % ihrer Arbeitszeit mit der Kommunikation, wobei auf Besprechungen knapp 19 % und auf Sitzungen 9 % entfallen. Übergeordnete Besprechungsziele sind die Koordination zwecks Vereinheitlichung der Arbeitsprozesse und Arbeitsplanung, Information von oben nach unten und umgekehrt (englisch Top-down und Bottom-up), Problemlösen und gegebenenfalls Zielvereinbarungen. Manager betrachten Besprechungen oft als Schwachstelle, denn die Produktivität von Besprechungen hängt insbesondere von der strikten Einhaltung der geplanten Besprechungsthemen, der Besprechungsdauer und den erzielten Ergebnissen ab.